# Servantes de l'Immaculée Conception de Parme
Ne doit pas être confondu avec Servantes de l'Immaculée.
Les servantes de l'Immaculée Conception (en latin : Congregationis Ancillarum Beatissimae Mariae Immaculatae, necnon Parmensis Instituti a Bono Pastore) est une congrégation religieuse féminine hospitalière de droit pontifical.

## Historique
La congrégation est fondée à Parme par Anne Marie Adorni (1805-1893). Devenue veuve en 1844, elle donne vie à la pieuse union des dames visiteuses des prisons approuvée par la duchesse Marie Louise et ouvre en 1852 l'institut du Bon Pasteur pour la rééducation des anciennes prisonnières et l'éducation des jeunes filles menacées de délinquance.
Le 1er mai 1857, elle et 7 compagnes fondent une nouvelle famille religieuse, les servantes de l'Immaculée de Parme, reconnue par   l'évêque de Parme le 25 mars 1876. La fondatrice écrit des constitutions religieuses inspirées de celles des sœurs de Notre-Dame de Charité du Bon Pasteur qui sont approuvées le 3 février 1893 par Mgr Miotti. L'institut reçoit le décret de louange le 25 mars 1947.

## Activités et diffusion
Les servantes de l'Immaculée se consacrent au service des personnes les plus marginalisées, en particulier des femmes libérées de prison et des enfants abandonnés. 
Elles sont présentes en Italie et en Roumanie.
La maison généralice est à Parme.
En 2017, la congrégation comptait 27 sœurs dans 9 maisons.